# Higor V. Caesse
Higor V. Caesse, pseudônimo de Higor Vyssótski Krilóv Semeónitch (Moscou, 22 de abril de 1920 — São Paulo, 30 de abril de 1987) foi um filósofo, escritor e romancista russo, naturalizado brasileiro pouco antes de sua morte. Caesse (nome que representa a abreviação do seu sobrenome original) destacou-se no cenário brasileiro e internacional não só pelos seus trabalhos literários, mas também pela contribuição à filosofia existencialista que estava se desenvolvendo no Brasil em plena década de 1950. Caesse foi um dos maiores autores subversivos brasileiro do século XX a tal ponto que, na década de 1970, foi citado como principal teórico do existencialismo no Brasil pela revista argentina Somos.
Escritor militante, apoiou causas políticas de esquerda com a sua vida e a sua obra. Durante a ditadura militar brasileira, Caesse atuou em produções subversivas. Suas histórias não tinham o fanatismo e a densidade de Dostoievski nem o idealismo de Tolstoi, mas eram a retratação de que a existência precede a essência, pois defendia que o homem primeiro existe, depois se define, enquanto todas as outras coisas são o que são, sem se definir. Suas obras mais citadas são Memórias imaginadas, Tempos difíceis virão (onde combatia ações políticas que precederiam o golpe militar) e Vida intangível.
Faleceu na madrugada de 30 de abril de 1987 de causas naturais.

## Obras
Principais obras publicadas:
Romance (Ficção)
- Memórias imaginadas (1957)
- Tempos difíceis virão (1963)
- Vida intangível (1984,  Ed. Mezir)
- A tenra indiferença do mundo (póstumo, 1989, Ed. Mezir)

Ensaios
- Não estamos sorrindo (1949)
- Delírios cotidianos de hoje (195*)
- Folhetim independente (vários, década de 1970)

## Frases
"A vida é feita de muitas verdades. Cada verdade, por sua vez, contém muitas mentiras. E em toda mentira há muitas vidas." (de Vida intangível, 1984)
"Sempre fui fraco para paixões. Comigo, todas são arrebatadoras. É só baixar a guarda por apenas um momento e elas vêm correndo para cima da gente, implacavelmente." (de Sete, 1957)